# Онищук, Светлана Васильевна
Светлана Васильевна Онищук (укр. Світлана Василівна Онищук; род. 7 января 1984, пгт. Заболотов, Коломыйский район, Ивано-Франковская область, Украинская ССР) — украинский политический и государственный деятель, председатель Ивано-Франковской облгосадминистрации с 8 июля 2021 года.

## Биография
Родилась 7 января 1984 года в посёлке городского типа Заболотов Ивано-Франковской области.
В 2002 году окончила Снятынский сельскохозяйственный техникум по направлению «бухгалтерский учёт».
С октября 2002 по сентябрь 2006 года работала юрисконсультом в частной агрофирме «Кобзарь» Ивано-Франковской области.
В 2004 году окончила Прикарпатский национальный университет имени Василия Стефаника по специальности «бухгалтер-экономист», в 2005 году окончила тот же университет по специальности «юрист».
С октября 2006 по февраль 2012 года была преподавателем кафедры гражданского права и процесса, преподавателем кафедры экономико-правовых дисциплин, доцентом кафедры гражданского права Прикарпатского юридического института Львовского государственного университета внутренних дел в Ивано-Франковске.
C январе 2012 по сентябрь 2014 года была доцентом кафедры государственного управления и местного самоуправления Ивано-Франковского национального технического университета нефти и газа.
С февраля по апрель 2012 года была советником председателя Коломыйской районной государственной администрации Ивано-Франковской области.
С апреля 2012 года занимала должность начальника отдела аналитики и взаимодействия с общественностью и средствами массовой информации управления организационной и кадровой работы Национального агентства Украины по вопросам государственной службы.
С апреля 2012 по май 2015 года была начальником управления государственной службы Главного управления государственной службы Украины в Ивано-Франковской области.
С мая 2015 по сентябрь 2019 года была начальником Межрегионального управления Национального агентства по вопросам государственной службы в Черновицкой, Ивано-Франковской и Тернопольской областях.
С октября 2015 по сентябрь 2019 года по совместительству была профессором кафедры публичного управления и администрирования Ивано-Франковского национального технического университета нефти и газа.
С 17 сентября 2019 по 8 июля 2021 года занимала должность заместителя председателя Ивано-Франковской областной государственной администрации.
8 июля 2021 года указом Президента Украины Владимира Зеленского назначена председателем Ивано-Франковской ОГА.

## Награды и отличия
- Почетная грамота Кабинета Министров Украины (2016)
- Почетное звание «Заслуженный юрист Украины» (2018)[2]
- Государственный служащий IV ранга (с 1 мая 2019)